# World Trade Center Site

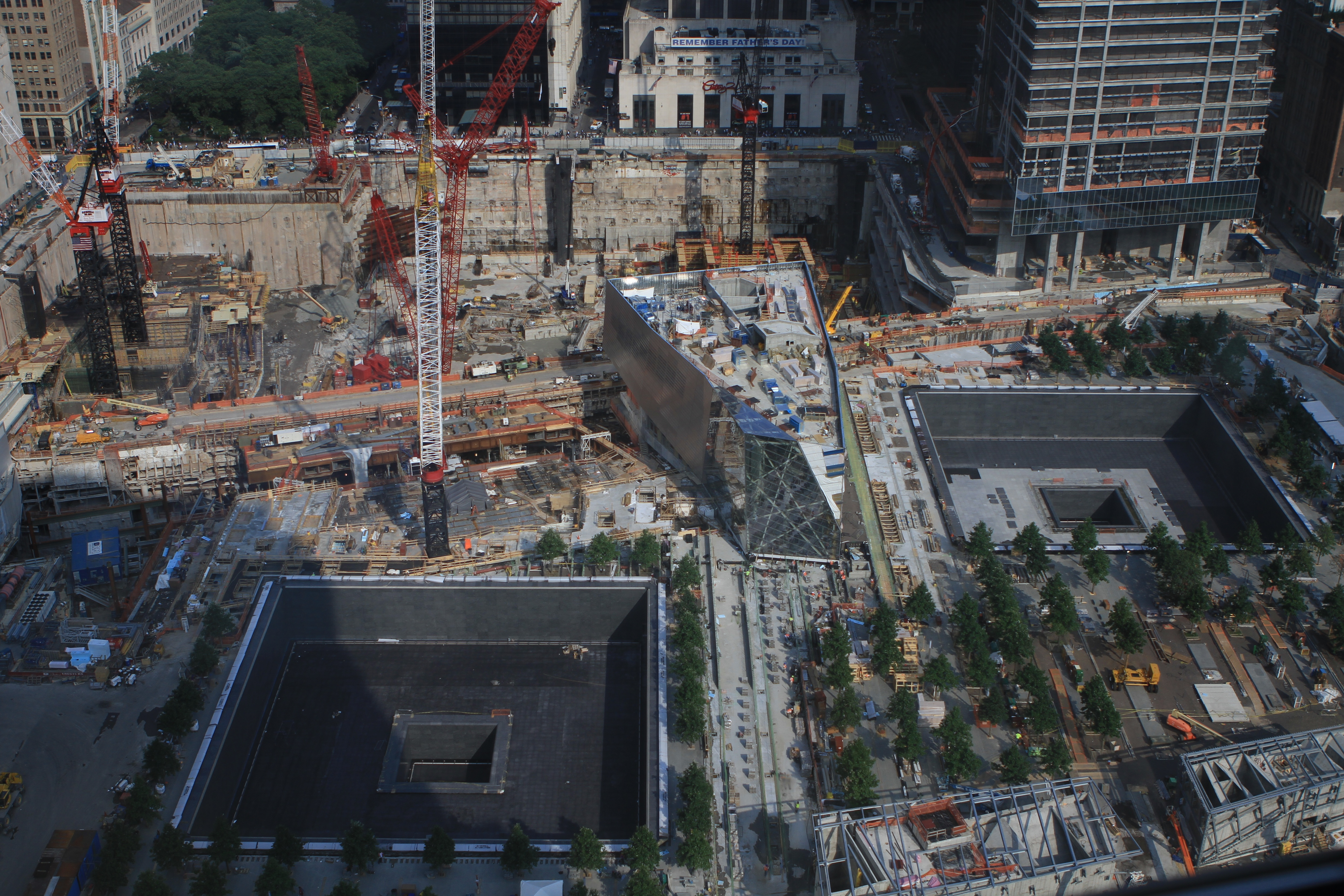
Teilansicht des Geländes mit dem World Trade Center Memorial, Juni 2011

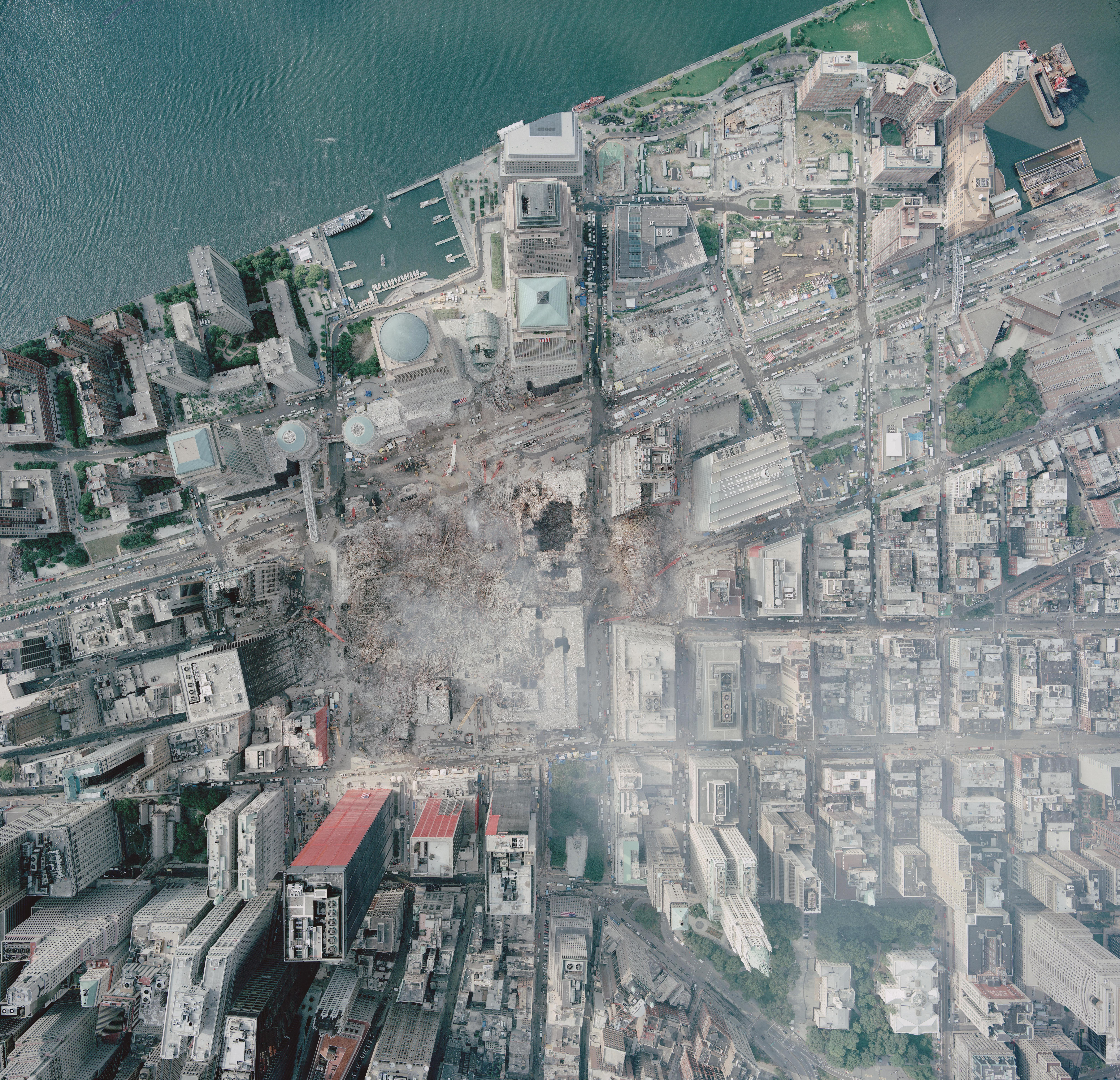
Luftaufnahme der World Trade Center Site im Süden Manhattans, zwölf Tage nach den Terroranschlägen vom 11. September.

World Trade Center Site (auch Ground Zero) bezeichnet das Gelände des bei den Terroranschlägen am 11. September 2001 zerstörten World Trade Centers in New York City.
Ground Zero steht in der (englischen) Militärsprache für die oberirdische Explosionsstelle einer Atombombe oder Rakete.
Das 6,47 Hektar große Grundstück des ehemaligen World Trade Center wurde nach den terroristischen Anschlägen fast vollständig abgebaut und ausgebaggert. Einerseits sollten Reste der Leichname der Opfer geborgen und andererseits die Neubebauung vorbereitet werden.
Das Grundstück gehört der Port Authority of New York and New Jersey (Hafenbehörde beider Staaten), die Ostseite ist aber langfristig an das Immobilienunternehmen Silverstein Properties des New Yorker Geschäftsmanns und Milliardärs Larry Silverstein für 3,2 Milliarden US-Dollar verpachtet.
Das Gelände ist mittlerweile wieder mit dem neuen World Trade Center fast komplett überbaut worden (Stand 2022).

## Der Aushub
Nach acht Monaten stieg der letzte Qualm von unterirdischen Schwelbränden aus dem Trümmerfeld auf. Die Trümmer und der Aushub kamen auf die Deponie Fresh Kills in Staten Island, NY. Die Räumung wurde im Mai 2002 für abgeschlossen erklärt.
Bei der Räumung der Schuttmassen und des Aushubs wurde versucht, die Leichenteile durch Heraussieben zu bergen und einer gentechnischen Identifizierung zuzuführen. Für viele getötete Personen konnte so sehr viel später ein (kleines) Körperteil nach jeweiligem Ritual bestattet werden. Bei manchen Gewebe- und Körperteilen gelang die Identifizierung nicht.
In der Folge gibt es in den USA eine öffentliche Debatte um die Bedeutung beider Orte (Ground Zero/WTC-Gelände und die Aushub-Deponie im Staat New York), ob sie Gedenkorte wie ein Mahnmal oder das Grab für viele nicht identifizierbare Opfer der Anschläge von 2001 sind.

## Gedenkorte und -formen

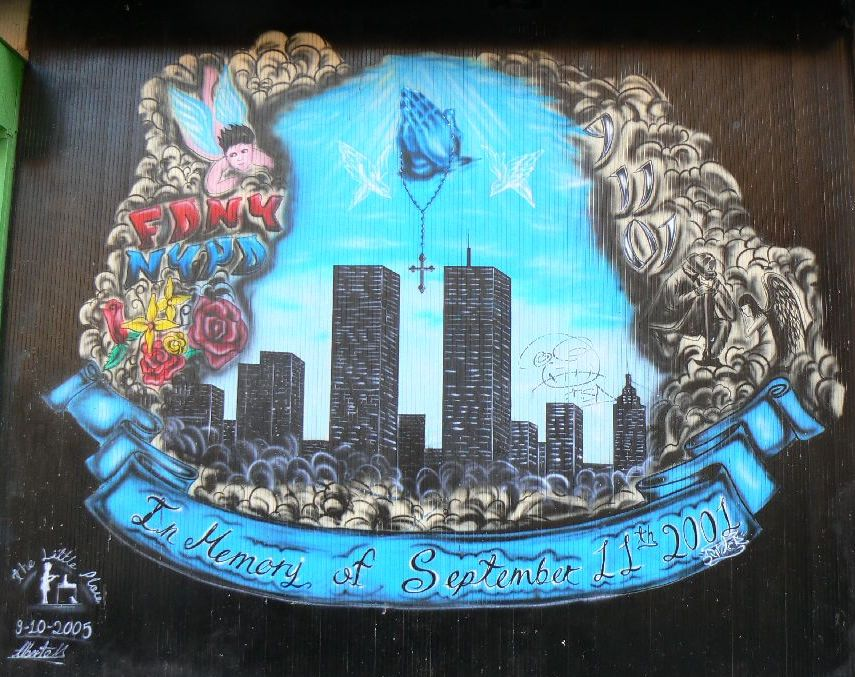
Graffito am World Trade Center Site

Erste Erinnerungsstellen waren Absperrzäune und Wandflächen, an denen Angehörige und Freunde Fotos, Briefe an die Toten und Gedenkstücke wie beispielsweise das Lieblingsplüschtier der Tochter angebracht hatten. In den ersten Tagen nach den Anschlägen hatten verzweifelte Angehörige dort auch Vermisstenanzeigen aufgehängt und Kerzen aufgestellt.
Die 7,60 m große Brunnenplastik "Globus" von Fritz Koenig, The Sphere – aus 52 Bronze-Segmenten auf einem Stahlgerüst (1971) – wurde nur teilweise durch einen Flugzeugsitz beschädigt wiedergefunden. Sie wurde, unter Mitwirkung des Künstlers, zur Erinnerung 2002 im Battery Park aufgestellt und mit einer entsprechenden Inschrift versehen. 2017 zog die Skulptur in den Liberty Park um, welcher sich an der Südseite der World Trade Center Site befindet. The Sphere steht somit wieder in der Nähe ihres ursprünglichen Standortes.
In der Liberty Street wurde 2006 in der Feuerwache 10 des New York City Fire Departments eine Gedenkwand für deren 343 getötete Angehörige als offizielles Mahnmal eingeweiht. Zudem nimmt eine Paradegruppe zum Gedenken an der alljährlichen „St. Patrick’s Day“-Parade teil und trägt insgesamt 343 amerikanische Flaggen.

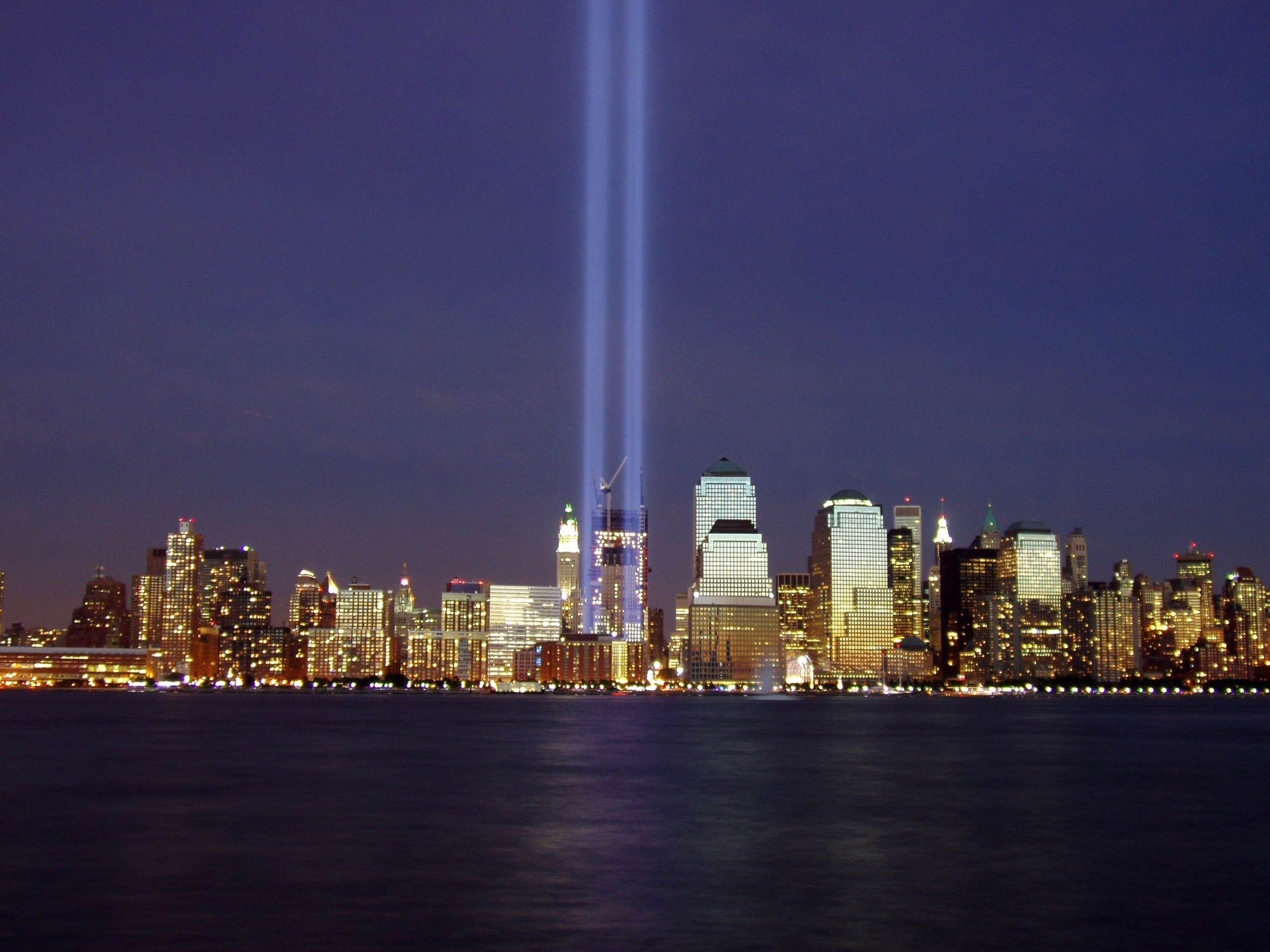
Tribute in Light – Aus zwei Lichtsäulen bestehende Installation zum Gedenken an die Opfer des 11. September.

Der Tribute in Light ist eine Lichtinstallation, mit der an besonderen Tagen an die beiden Türme und die mit ihnen untergegangenen Opfer der Anschläge erinnert wird. Flutlichtscheinwerfer bilden die Umrisse der Türme nach.
Das WTC-Kreuz (The Cross) steht am Platz der ehemaligen orthodoxen Kirche Ecke West/Liberty. Ähnlich sind auch andernorts Kreuze aus Stahlträgern des WTC aufgestellt worden.
Nur wenige Relikte wurden in den Trümmern gefunden, von denen einige in einer Ausstellung gegenüber, in der Vesey Street Survivors’ Staircase, gezeigt werden.
Weitere Relikte und eine Fotodokumentation werden im Ground Zero Museum Workshop im Meatpacking District gezeigt. Betrieben wird dieses kleine Museum u. a. von Gary Marlon Suson. Suson war der offizielle Fotograf der New Yorker Feuerwehr bei den Aufräumarbeiten am Ground Zero.

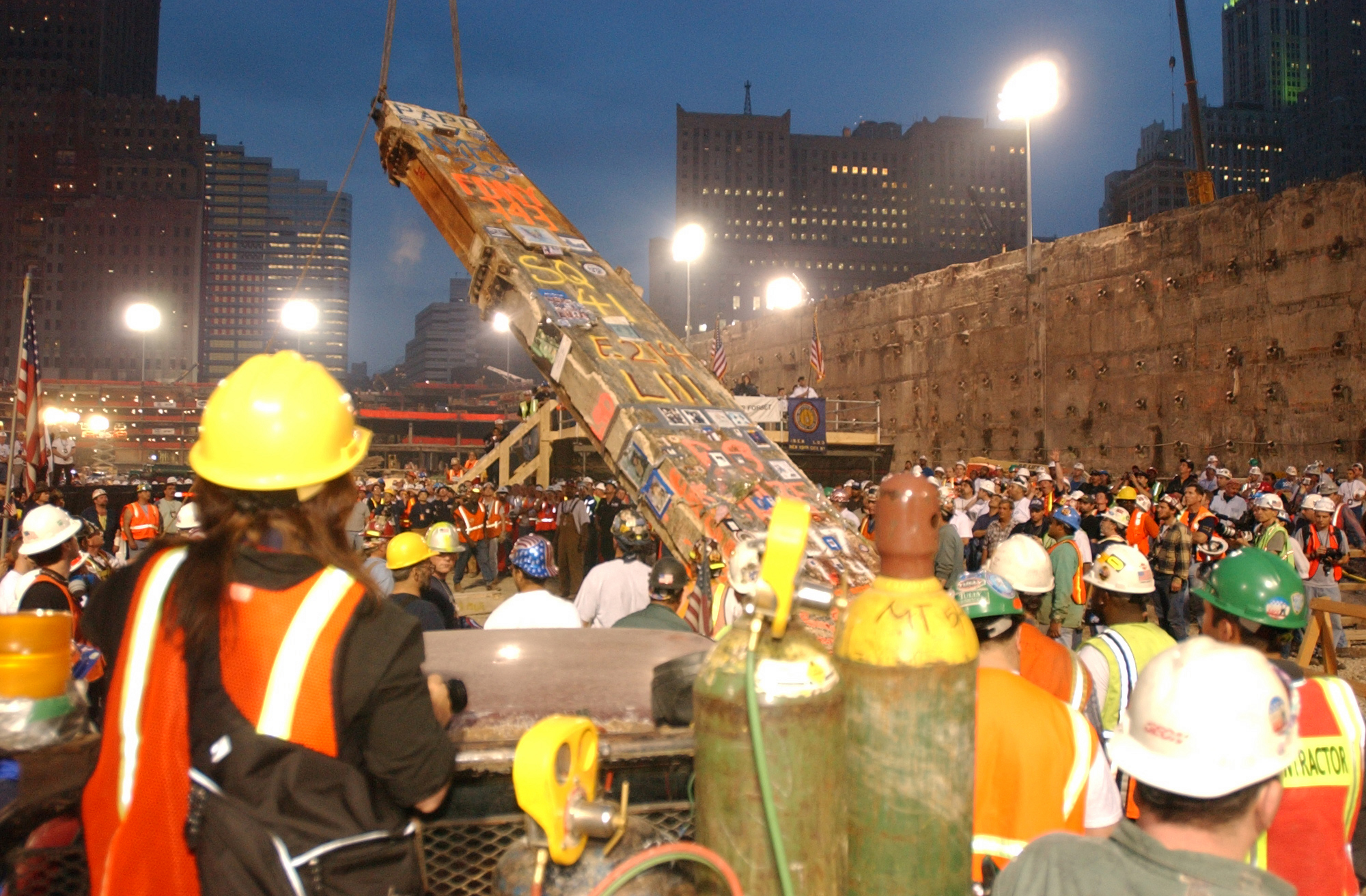
Räumung des letzten, knapp neun Meter hohen Trümmerteils am 28. Mai 2002.

The „last piece“ of site, ein letztes Stück der Stahlkonstruktion vom Tower 2, wurde zum Ende der Bergungs- und Räumungsarbeiten feierlich abtransportiert. Die Zeremonie glich einem Beerdigungszug. Damit war das Gelände im Mai 2002 offiziell als Ruinengrundstück geräumt. Es behielt bei vielen den Namen the Pile.
Stahl vom World Trade Center wurde danach für den Vordersteven des neuen Marineschiffs New York verwendet.
Der Bau einer Gedenkstätte Reflecting Absence wurde geplant. Das Konzept stammte von Daniel Libeskind, die Ausführung lag bei Michael Arad. Unter zwei großen Wasserbassins befindet sich eine Gedenkausstellung.

## Nahverkehr, Transit

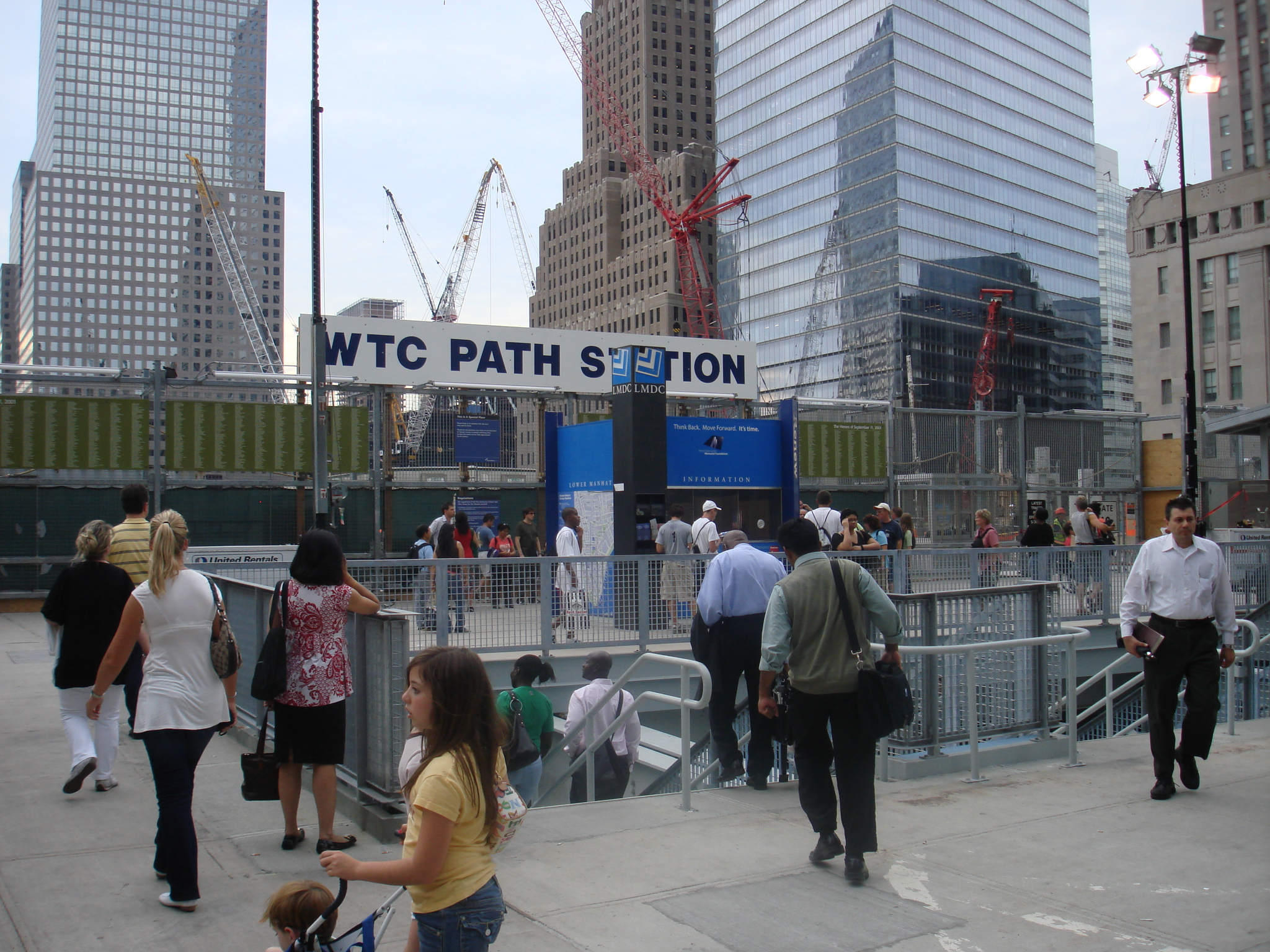
Eingang zur im November 2003 wiedereröffneten World-Trade-Center U-Bahn-Station, wurde 2016 in den sogenannten „Oculus“ verlegt.

Ein Stück der PATH station WTC, die Passage zur Eighth Avenue, ist erhalten geblieben. Zurzeit wird eine vorläufige Haltestelle für die U-Bahnlinien genutzt. Da sie die alte Linienführung nutzt und damit auch teilweise über dem Grundriss des ehemaligen Südturms verläuft, ist sie bei Angehörigen der Opfer umstritten.

## Wiederaufbau

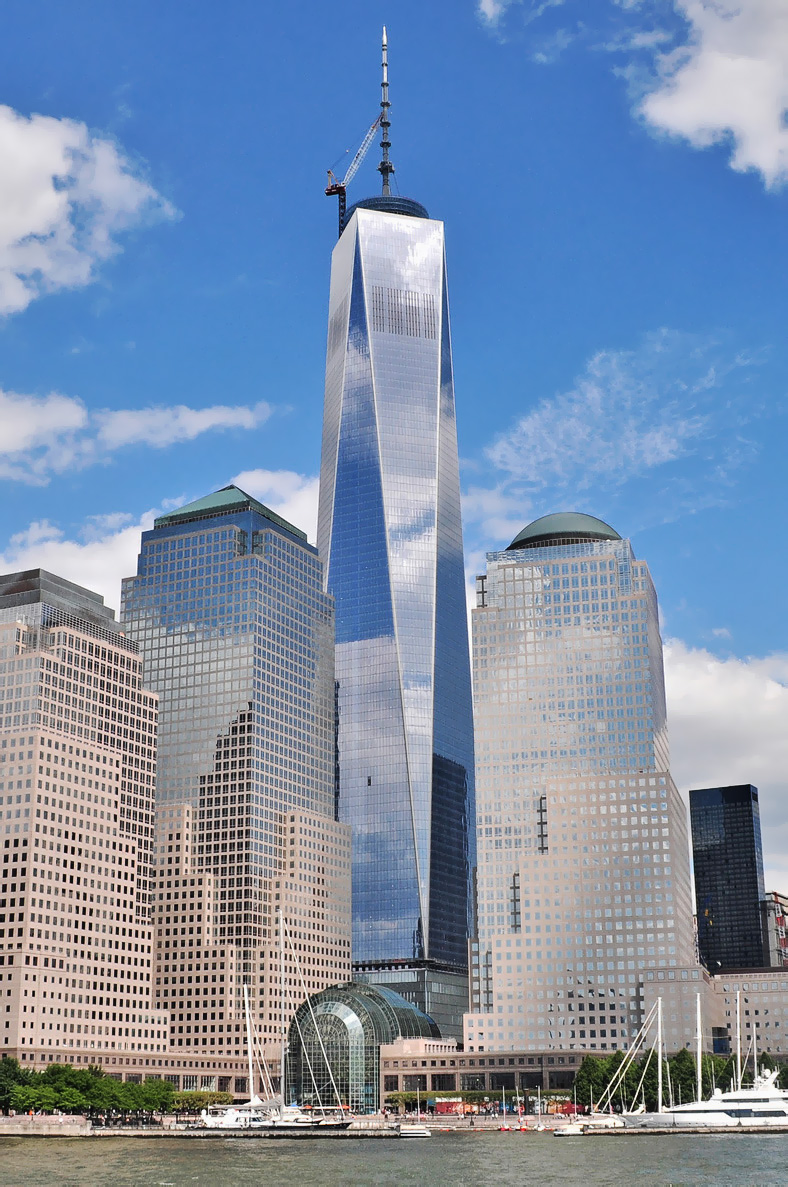
Das am Ground Zero neu errichtete One World Trade Center, das höchste Gebäude New Yorks

Am Ground Zero wird derzeit als neues World Trade Center ein neuer Gebäudekomplex mit Museum, Mahnmal und Parks errichtet; die neuen Towers:

### Tower 1 (One World Trade Center)
Das One World Trade Center ist das Hauptgebäude des Komplexes. Es befindet sich an der Nordwestecke des Geländes. Baubeginn war im Jahr 2006, die endgültige Fertigstellung war im November 2014, während das Richtfest bereits im Mai 2013 gefeiert wurde. Mit einer Höhe von 541 Metern ist es das höchste Gebäude der USA sowie eines der höchsten der Welt. Der Architekt David Childs von SOM entwarf das neue Design des 104-stöckigen Wolkenkratzers. Bis März 2009 hieß das Gebäude Freedom Tower, wurde dann aber in One World Trade Center umbenannt.

### Tower 2
Two World Trade Center, offiziell 2 World Trade Center, auch 200 Greenwich Street, wird das zweite Gebäude des Komplexes. Entworfen wurde der mit 411 Metern zweithöchste Turm des Gebäudeensembles von Norman Foster. Nach seiner Vollendung wird das Gebäude das sechsthöchste New Yorks sein (Stand 2022). Das Bauwerk soll über 88 Etagen verfügen, soll jedoch aufgrund von geringem Bedarf an weiteren Büroflächen vorerst nur knapp über Straßenhöhe errichtet werden. Die vollständige Fertigstellung wird voraussichtlich erst in den späteren 2020er Jahren erfolgen.

### Tower 3
Three World Trade Center, offiziell 3 World Trade Center (3 WTC), auch 175 Greenwich Street, ist das dritte Gebäude des Komplexes. Der 80-stöckige Turm ist 329 Meter hoch und damit der neunthöchste Wolkenkratzer der Stadt und derzeit zweithöchste des Komplexes. Das Hochhaus, das 2018 fertiggestellt wurde, wurde von dem Briten Richard Rogers geplant.

### Tower 4
Four World Trade Center, offiziell 4 World Trade Center (4 WTC), auch 150 Greenwich Street, ist das vierte Gebäude des Komplexes. Der Bau des Turms begann 2008. Das 297 Meter hohe Bauwerk hat 72 Etagen und erreichte 2012 seine endgültige Höhe. Die Eröffnung war 2013. Der Japaner Fumihiko Maki war für die Planung verantwortlich.

### Tower 5
5 World Trade Center ist ein geplantes Bürohochhaus an der Südseite des WTC-Geländes jenseits des Liberty Parks. Der Turm soll 274 m hoch werden und etwa 80 Etagen beherbergen. Der Baubeginn ist für 2023 geplant.

### World Trade Center Memorial
Das World Trade Center Memorial wurde zum Herzstück des Komplexes, der von den Türmen umrandet ist. Es besteht aus einem Pavillon. In ihm gibt es ein Museum und eine Gedenkstätte für die 2.749 Opfer der Anschläge. An den Stellen des ehemaligen Nord- und Südturmes befinden sich – exakt an ihren Grundrissen – große Becken, in denen Wasser fließt. Um die Becken herum ist ein Park mit Bäumen.

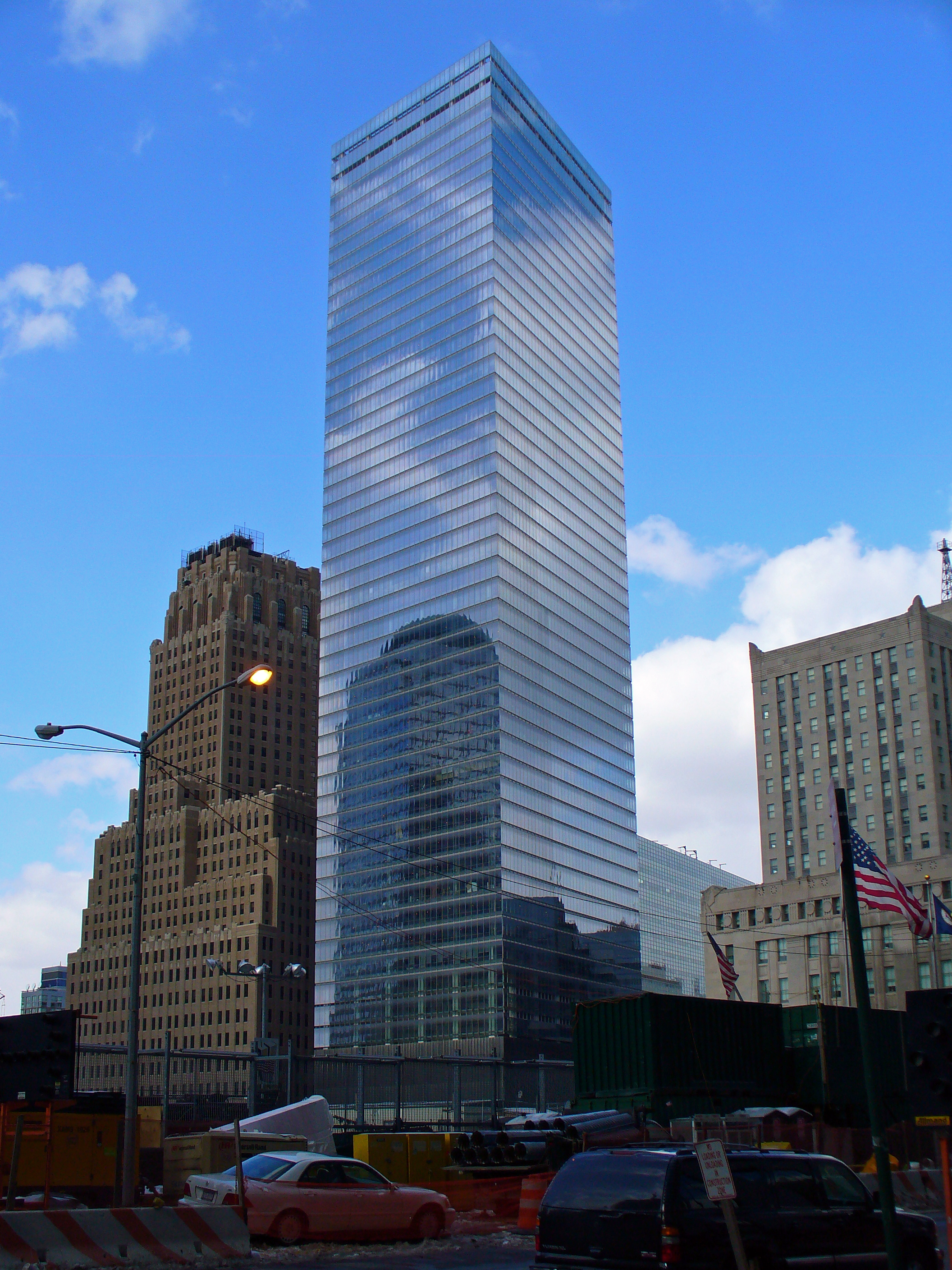
Das 2006 fertiggestellte 7 World Trade Center, Teil des neuen World Trade Centers.

### 7 World Trade Center
Das 7 World Trade Center wurde bereits 2006 eröffnet und ist das erste Gebäude, das im Rahmen des Komplexes errichtet wurde. Der 228 Meter hohe Bau, der über 52 inzwischen weitläufig vermietete Etagen verfügt, wurde, wie auch das One World Trade Center, von David Childs von Skidmore, Owings and Merrill entworfen. Es befindet sich nicht direkt auf dem Ground Zero, sondern nördlich jenseits der Versey Street außerhalb des rund 6,47 Hektar großen Gelände des World Trade Centers.

## Kostendiskussion
Die Diskussion über die sinnvolle Verwendung privater und staatlicher Geldmittel blieb nicht aus. Damit waren Konflikte zwischen würdiger Gestaltung eines historischen Ortes (Grab, Gedenkort, Museum), der versicherungstechnischen Abwicklung von Schadensersatz-Ansprüchen und der Gewinnmaximierung von Grundstücksnutzern in einer der teuersten Stadtzentrum-Lagen verbunden.

## Diverses
Anfang Juli 2010 wurden auf dem World Trade Center Site Überreste eines Schiffes aus dem 18. Jahrhundert gefunden. Dendrochronologische Untersuchungen des Hickorykieles ergaben, dass das Holz des Schiffes nach 1773 in der Umgebung Philadelphias geschlagen wurde.